# 江西国控
江西省国有资本运营控股集团有限公司簡稱江西國控，是一家中華人民共和國国有控股有限责任公司，也是江西省省级国有资本运营平台，由江西省人民政府国有资产监督管理委员会控制。江西国控旗下拥有全资企业10家，控股企业8家，参股企业27家。

## 歷史
該公司成立於2004年5月。最初名為江西省外贸资产经营控股有限公司，2009年更名為江西省省属国有企业资产经营（控股）有限公司。2020年，該公司职工年平均工资为8.93万元。2021年，該公司主营业务有钢铁、建筑、盐业和其它業務。2022年3月，公司更名为江西國控。2022年7月26日，江西國控股权管理部員工周劼在朋友圈炫富，引發輿論關注。後江西國控對周劼作停職處理。

## 外部連結
- 官方网站